# سيمون غروم
سيمون غروم (بالإنجليزية: Simon Groom)‏ هو مقدم تلفزيوني ومخرج بريطاني، ولد في 12 أغسطس 1950 في دربي في المملكة المتحدة.